# 鲸鱼座81b
鲸鱼座81b是一颗位于鲸鱼座、距离地球317光年的系外行星。该行星的质量下限为5.3倍木星质量，半径可能为0.932倍木星半径，被归类为类木行星。其轨道距离中央恒星的平均距离为2.5天文单位，轨道周期为2.6年，轨道离心率为0.206。科学家预测该行星的表面温度约为527K，依据萨达斯基归类法，它属于大气较为清澈的巨行星。2008年7月3日，佐藤文衛等人利用多普勒光谱学观测到鲸鱼座81受到了引力扰动，从而确定了该行星的存在。